# Casa Puiguriguer
La Casa Puiguriguer o de la Custòdia és un edifici situat als carrers de Montcada i dels Assaonadors de Barcelona, catalogat com a bé cultural d'interès local. Actualment acull el Museu del Mamut.

## Història
La finca és d'origen gòtic, i en el Fogatge de 1360 consta que era habitada per Ponç des Vall. El 1715 va ser adquirida  en subhasta pública pel mercader Joan Puiguriguer per 6.500 lliures, que el 1718 va rebre un manament de l'Ajuntament borbònic per a que reparés la cantonada, que amenaçava ruïna. Posteriorment, va obtenir permís per a fer-hi dotze balcons, arrodonir la cantonada i rectificar la façana del carrer de Montcada. Morí el 1727 i fou succeït pel seu fill Josep Puiguriguer i Clarina, que fou vocal de la Junta de Comerç i comerciant matriculat. El 1801, Pau Puiguriguer i Quintana (1732-1832), també comerciant matriculat, va demanar permís per a reformar un balcó d'ampit, sota la direcció de l'arquitecte Francesc Bosch.
Cap a mitjans del segle xix, la propietat va passar a mans del comerciant Joan Amell i Carbonell (Amell Germans), que el 1862 va demanar permís per a reformar-la, segons el projecte del mestre d'obres Felip Ubach. Aquest va transformar les golfes en un tercer pis i la teulada en un terrat amb cambra de ventilació.

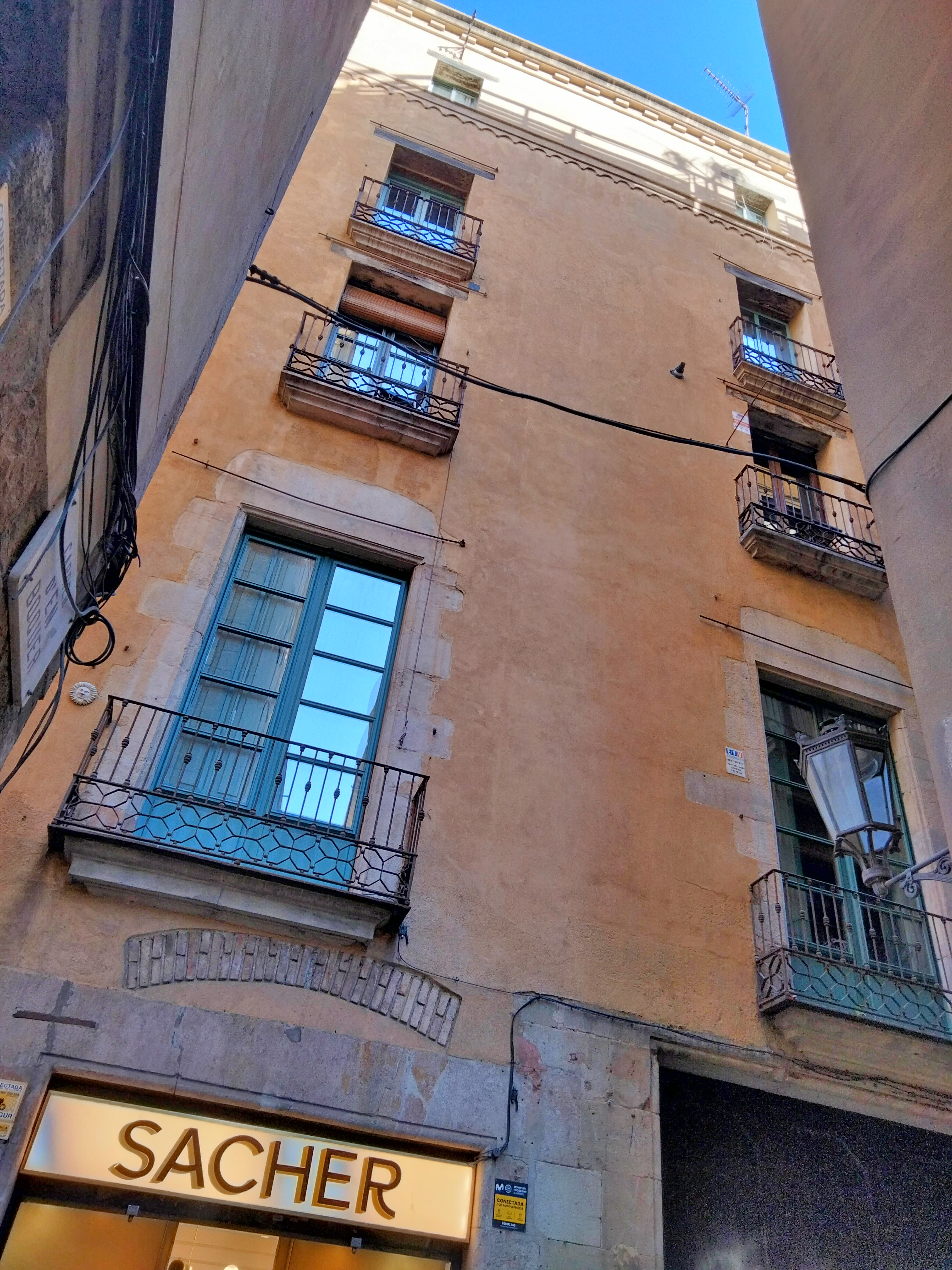
Façana del carrer de Montcada, des del carrer d'en Boquer

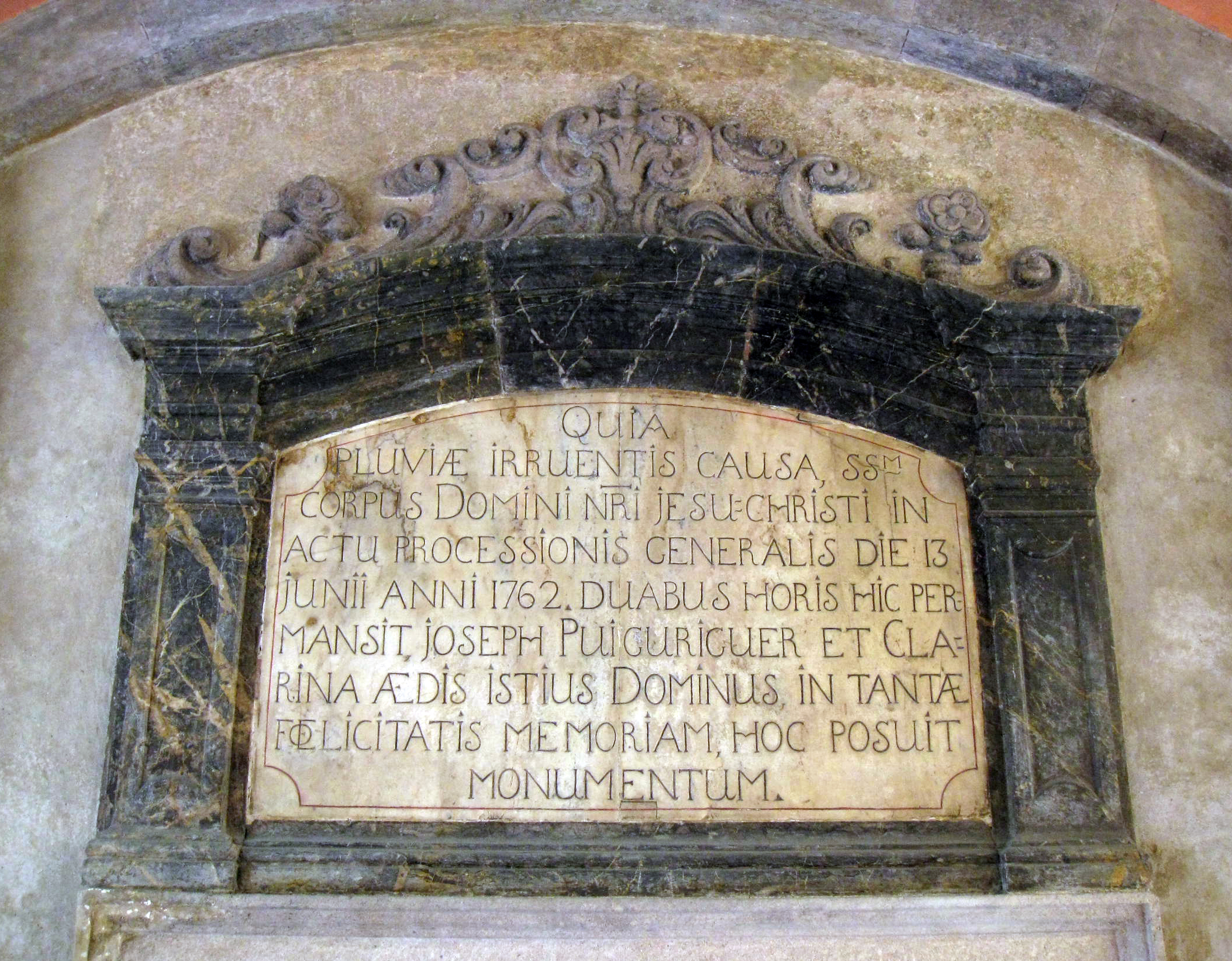
Làpida commemorativa de l'estància de la Custòdia durant la processó del Corpus del 1762

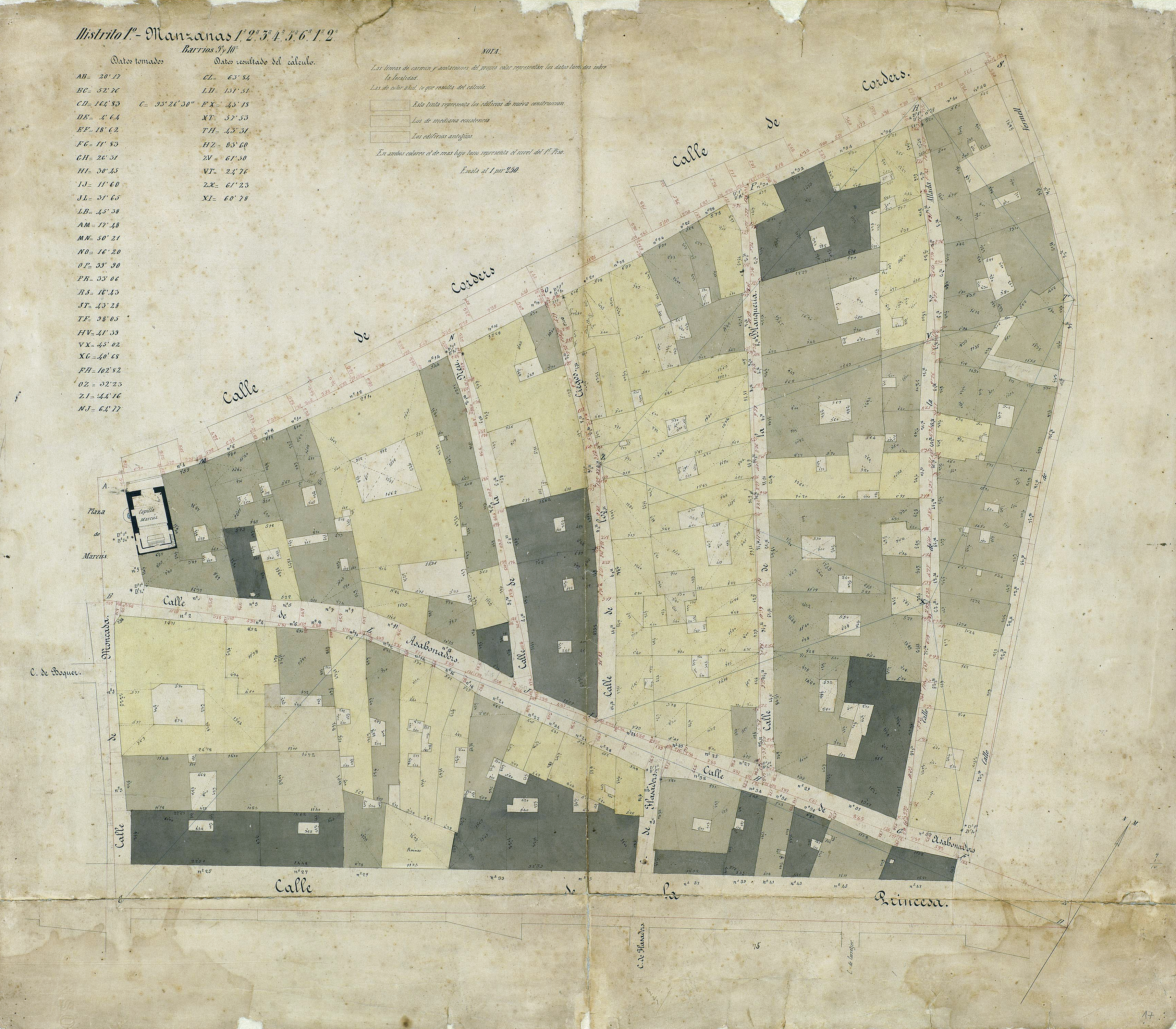
Quarteró núm. 17 de Garriga i Roca (c. 1860)

## Descripció
A la façana del carrer dels Assaonadors hi ha cinc portes de llinda a la planta baixa. El parament d'aquest nivell és carreus regulars. Les obertures als pisos superiors segueixen els mateixos eixos longitudinals que les de la planta baixa i s'alternen tres fileres de balcons individuals amb dos de finestres. Els balcons són finestres gòtiques reconvertides; són d'arc carpanell polilobulat amb els lòbuls decorats amb petits caps i guardapols conopial amb bustos de nens alats, dones i homes amb bigoti. Una de les finestres d'aquest nivell també presenta decoració gòtica amb l'ampit motllurat i la llinda decorada amb un guardapols conopial amb mènsules decorades amb bustos humans; en el petit timpà que queda sota el guardapols hi ha representat un animal en relleu. La resta d'obertures de la façana són allindanades i sense decoració. El tercer pis està separat de l'últim per un fris de dents de serra. Al quart pis no hi ha cap balcó i totes les obertures són petites i allindanades. Corona la façana un fris de dentellons i una cornisa. El parament a partir del primer pis està arrebossat i pintat excepte els carreus de les cantonades i els que emmarquen les finestres gòtiques.
La façana del carrer de Montcada és de característiques similars a l'anterior però aquí les obertures del primer, segon i tercer pis són totes de llinda, emmarcades per carreus i tenen davant petits balcons individuals. Al centre de la planta baixa s'obre un gran portal allindanat que dona accés al pati interior. Aquest portal té la llinda i la meitat superior dels brancals decorats amb una motllura i meitat inferior dels brancals té forma axamfranada.
L'accés al pati es fa mitjançant un pas embigat, on hi ha una làpida de marbre que recorda que la Custòdia s'hi refugià d'una tempesta durant la processó general del Corpus del 13 de juny del 1762: QUIA PLUVIAE IRRUENTIS CAUSA, SSM CORPUS DOMINI NTRI JESU=CHRISTI IN ACTU PROCESSIONIS GENERALIS DIE 13 JUNII ANNI 1762. DUABUS HORIS HIC PERMANSIT, JOSEPH PUIGURIGUER ET CLARINA AEDIS ISTIUS DOMINUS, IN TANTAE FOELICITATIS MEMORIAM, HOC POSUIT MONUMENTUM.
El cantó interior de l'accés és un arc rebaixat que arrenca des de dues pilastres. El pati té una escala coberta que es recolza sobre un arc rampant i que porta a la planta noble que té la llinda decorada amb relleus vegetals. Destaca una gran obertura d'arc rebaixat a la planta baixa amb la data 1753 inscrita.